# 토요타 아스트라 모터
PT 토요타-아스트라 모터(영어: PT Toyota-Astra Motor)는 자카르타, 인도네시아에 본사를 둔 자동차 무역 회사이다. 토요타 자동차와 아스트라 인터내셔널 간의 합작투자 회사로 각각 50%의 지분을 소유하며, 인도네시아에서 토요타 차량의 단독 에이전트, 유통업체 및 수입업체 역할을 한다.
토요타는 1997년 이후 매년 인도네시아에서 가장 많이 팔리는 자동차 브랜드이다. 인도네시아는 또한 미국, 중국, 일본에 이어 토요타의 네 번째로 큰 단일 시장이다.
별도의 회사인 PT 토요타 모터 매뉴팩처링 인도네시아 (TMMIN으로도 불림)는 인도네시아에 5개의 토요타 제조 공장을 운영하고 토요타 차량을 해외로 수출했다. TMMIN은 토요타 자동차가 95%, 아스트라 인터내셔널이 5%를 소유한다.

## 역사
TAM은 1971년에 설립되어 토요타 차량 수입업자로 시작하여 1년 후 같은 브랜드의 유통 회사로 전환되었다. TAM이 처음으로 선보인 모델은 코로나와 코롤라였다. 중형 패밀리 세단인 코로나는 1974년, 1978년 그리고 4년마다 모델을 변경하다가 1999년 캠리로 모델 변경을 위해 단종되었다.
코롤라도 1970년대 초 인도네시아에 도입되었으며, 1975년에는 3세대 모델에 진입했다. 이 세단은 당시 인도네시아 시장을 장악했다. 토요타는 작고 컴팩트하며 후륜구동 방식의 세단 디자인에서 새로운 트렌드를 창조했다. 코로나와 코롤라 모두 초창기에 시장에서 큰 호응을 얻었다. 이후 스타렛(1998년 단종), 현지 생산된 솔루나(2000년 출시, 2003년 단종), 크레시다(1977년 도입, 1992년 단종)와 크라운과 같은 다른 토요타 세단들이 인도네시아 시장에 진입했다.
4x4 클래스에서는 토요타가 랜드크루저를 도입했으며, 이는 1950년에 처음 생산되어 1970년대 중반 인도네시아 시장에 진입했고 구어적으로 "토요타 하드톱"으로 불렸다. 이 차량은 개인적인 용도뿐만 아니라 산업 및 군사 용도로도 사용되었다. 상업적인 목적을 위해 토요타는 토요타 다이나와 토요타 하이에이스를 출시했는데, 후자는 단종되었다가 2012년에 대형 승합차로 다시 돌아왔다.
1977년, 키장이 자카르타에서 출시되었다. 인도네시아와 필리핀을 위해 특별히 기본 유틸리티 차량으로 개발된 키장은 나중에 쉽고 저렴한 유지보수로 유명해졌고 이후 인도네시아 자동차 시장에서 큰 성공을 거두었다. 1세대 키장은 1977년에 단 1,168대만 판매되었지만, 1년 후에는 4,629대로, 전년 대비 4배 증가했다. 이 숫자는 다음 몇 년 동안 계속 증가했다. 2세대는 1981년에 출시되었으며 1985년에는 19,323대가 생산되었다. 3세대는 1986년에 출시되어 1987년에 82,687대가 판매되었는데, 이는 키장 역사상 최대 판매량이었다. 1995년까지 인도네시아에서 약 50만 대의 키장이 판매되었으며, 2003년 9월 23일에는 100만 번째 키장이 조립 라인에서 출고되었다.
1998년 12월 31일, TAM은 PT 멀티 아스트라(제조 회사), PT 토요타 모빌린도(차체 부품 제조 회사), PT 토요타 엔진 인도네시아(엔진 제조 전문 회사)와 합병하여 PT 토요타 아스트라 모터라는 이름으로 통합되었다. 토요타는 합병이 효율성을 개선하고, 품질에 대한 소비자의 증가하는 수요를 충족하며, 자동차 산업의 경쟁에 효과적으로 맞서기 위한 목표로 수행되었다고 밝혔다. TAM은 초기에는 생산 및 마케팅이라는 두 가지 주요 부서로 구성되었다.
2003년에 생산 부문이 TAM에서 분사되어 PT 토요타 모터 매뉴팩처링 인도네시아(TMMIN)가 설립되었다. TMMIN은 주조, 엔진, 스탬핑 및 자동차 조립을 포함한 기능 활동을 수행했다. 일부 부품은 토요타 자동차에서 일본에서 직접 공급받았고, 나머지는 현지 부품 공급업체에서 공급받았다. 마케팅 부문은 국내 및 해외(수출) 시장으로 나뉜다.
2003년, TAM은 다이하쓰와의 첫 번째 협력 프로젝트인 아반자를 출시했다. 아반자는 키장보다 저렴하고 작은 엔트리급 소형 MPV로 개발되었으며, 파트너 회사인 아스트라 다이하쓰 모터가 전적으로 제조했다. 1년 후, 5세대 키장이 키장 이노바로 출시되었다. 이 차량은 IMV 플랫폼을 기반으로 제작되었으며, 포츄너 SUV와 하이럭스 픽업 트럭도 이 플랫폼에서 파생되었다.
TAM은 2007년 말 자카르타에 렉서스 갤러리를 개장하면서 렉서스 차량 판매를 시작했다.

## 시설
1998년, TAM은 부품 및 엔진 제조 공장과 함께 카라왕에 새로운 제조 공장을 설립하여 통합 공장을 구축할 의도를 가졌다. 제조 역할은 2003년부터 TMMIN으로 넘어갔는데, TMMIN은 두 개의 생산 센터(순터와 카라왕)와 하나의 부품 센터를 운영하고 있으며, 이는 인도네시아에서 가장 큰 규모로 1982년부터 전산화되어 하루히, 일본에 있는 토요타 부품 센터와 직접 연결되어 있다. 카라왕 공장(1998년에 총 4622억 루피아를 투자하여 처음 가동)은 당시 인도네시아에서 가장 진보된 공장 중 하나로 평가되었으며, 100에이커 부지에 테스트 코스와 환경 안전을 위한 현대적인 시설을 갖추고 건설되었다.

### 공장
| 공장                    | 개장 | 생산 능력/연도 (단위) | 생산 라인업                                                                           |
| ----------------------- | ---- | --------------------- | ------------------------------------------------------------------------------------- |
| 공장 1 순터 (엔진 조립) | 1973 | 195,000               | 차량 부품, 실린더 블록                                                                |
| 공장 2 순터 (포장 센터) | 1977 | 1,025만 스트로크      | 스탬핑                                                                                |
| 공장 1 카라왕           | 1998 | 130,000               | IMV 플랫폼: 포츄너, 이노바 (AN140); TNGA-C 플랫폼: 이노바 (AG10); e-TNGA 플랫폼: bZ4X |
| 공장 2 카라왕           | 2013 | 120,000               | 칼야; EFC 플랫폼: 야리스; DNGA-B 플랫폼: 아반자, 벨로즈, 야리스 크로스                |
| 공장 3 카라왕           | 2016 | 218,000               | 1NR, 2NR, 1TR, 2TR 엔진                                                               |

## 모델
| 현재 생산 차종 현지 생산 차종 토요타 아반자 (2021년~현재) 토요타 bZ4X (2025년~현재) 토요타 칼야 (2019년~현재) [ 12 ] 토요타 포츄너 (2007년~현재) 토요타 이노바 (2004년~현재) 토요타 벨로즈 (2021년~현재) 토요타 야리스 (2014년~현재) 토요타 야리스 크로스 (2023년~현재) 다이하쓰 현지 생산 차종 토요타 아그야 (2012년~현재) [ nb 1 ] 토요타 아반자 (2003년~현재) 토요타 칼야 (2016년~현재) 토요타 라이즈 (2021년~현재) 토요타 러시 (2006년~현재) 히노 현지 생산 차종 토요타 다이나 (2009년~현재) 수입 차종 토요타 토요타 알파드 (2008년~현재, 일본에서 수입) 토요타 캠리 (2002년~현재, 태국에서 수입) [ nb 2 ] 토요타 코롤라 알티스 (2001년~현재, 태국에서 수입) [ nb 3 ] 토요타 코롤라 크로스 (2020년~현재, 태국에서 수입) 토요타 GR86 (2012년~현재, 일본에서 수입) [ nb 4 ] 토요타 GR 야리스 (2021년~현재, 일본에서 수입) 토요타 하이에이스 커뮤터 (2012년~현재, 일본에서 수입) [ nb 5 ] 토요타 하이에이스 프리미오 (2019년~현재, 일본에서 수입) 토요타 하이럭스 (2007년~현재, 태국에서 수입) 토요타 하이럭스 랑가 (2024년~현재, 태국에서 수입) 토요타 랜드크루저 (일본에서 수입) 토요타 벨파이어 (2015년~현재, 일본에서 수입) 토요타 바이오스 (2022년~현재, 태국에서 수입) [ nb 6 ] 토요타 복시 (2017년~현재, 일본에서 수입) 렉서스 렉서스 ES (2013년~현재, 일본에서 수입) 렉서스 LBX (2024년~현재, 일본에서 수입) 렉서스 LC (2017년~현재, 일본에서 수입) 렉서스 LM (2020년~현재, 일본에서 수입) 렉서스 LS (2007년~현재, 일본에서 수입) 렉서스 LX (2011년~현재, 일본에서 수입) 렉서스 NX (2015년~현재, 일본에서 수입) 렉서스 RX (2009년~현재, 일본에서 수입) 렉서스 RZ (2023년~현재, 일본에서 수입) 렉서스 UX (2019년~현재, 일본에서 수입) 과거 생산 차종 현지 생산 차종 토요타 코로나 (1971년~1998년) 토요타 크레시다 (1977년~1992년) 토요타 에티오스 발코 (2013년~2017년) 토요타 키장 (1977년~2007년) 토요타 NAV1 (2012년~2017년) 토요타 시엔타 (2016년~2023년) 토요타 솔루나 (2000년~2003년) 토요타 스타렛 (1984년~1998년) 수입 차종 토요타 bZ4X (2025년까지 일본에서 수입) 토요타 C-HR (2018년~2023년, 태국에서 수입) 토요타 크라운 (일본에서 수입) 토요타 GR 코롤라 (일본에서 수입) 토요타 GR 수프라 (2019년~2025년, 오스트리아에서 수입) 토요타 랜드크루저 프라도 (1998년~2001년, 일본에서 수입) 토요타 마크 X (2012년~2013년, 일본에서 수입) 토요타 프레비아 (2000년~2011년, 일본에서 수입) 토요타 프리우스 (일본에서 수입) 토요타 RAV4 (일본에서 수입) | 2021년 토요타 야리스 1.5 GR Sport (NSP151)2021년 토요타 포츄너 2.7 SRZ 4x2 (TGN166)2022년 토요타 벨로즈 1.5 Q (W101)2022년 토요타 키장 이노바 제닉스 2.0 G 하이브리드 (MAGH10) |

## 내용주
1. ↑  일부 시장에는 토요타 위고로 수출
2. ↑  1999년에서 2002년 사이에 현지에서 조립
3. ↑  1971년에서 2001년 사이에 현지에서 조립
4. ↑  이전에는 토요타 86으로 알려짐
5. ↑  1971년에서 1985년 사이에 현지에서 조립
6. ↑  2013년에서 2022년 사이에 현지에서 조립